# نووا وولا (استان پودلاسکی)
نووا وولا (استان پودلاسکی) (به لاتین: Nowa Wola) یک روستا در لهستان است که در گمینا میخاوووو واقع شده‌است.